# Geoecologia
Geoecologia (do grego γεω = terra, οίκος = casa e λόγος = sentido) é um ramo das Ciências Naturais, pertencendo às Ciências da Terra. No centro da visão geoecológica  encontra-se a observação dos sistemas naturais e seus impactos ambientais pelos seres humanos.
Alguns igualam a Geoecologia à Ecologia da paisagem.
Geoecologia pode ser estudada em seis universidades na Alemanha sendo um curso independente.
O geoecologista enquadra-se tanto no ramo das Ciências Naturais quanto na Geografia Física. O conceito da Geoecologia é normalmente utilizado com ênfases diferentes das destes dois grupos.

## Definição
De acordo com a Associação para Geoecologia na Alemanha e.V. (VGöD) a definição empregada é

A Geoecologia [...] é como um corte transversal orientado das Ciências Naturais. Ela quer entender as complexas relações e interações no meio ambiente, para detectar problemas na área de conflito entre o homem e o ambiente, para analisar e resolver.— 
A Geoecologia coloca a ecologia em um contexto espacial em escalas diferentes, que variam de poucos centímetros quadrados ou cúbicos até vários quilômetros para responder os problemas globais. Em sistemas ambientais ocorrem processos físicos, químicos e biológicos simultaneamente e intertravados. Além disso, todos estes processos são espacialmente e temporalmente muito heterogêneos.
A Geoecologia baseia-se em uma compreensão desses diferentes processos para finalmente analisar os complexos sistemas e entender o ambiente real e suas diversas ligações. Ela opera tanto a pesquisa básica como a aplicação do conhecimento adquirido sobre várias questões ambientais. Ela emprega os métodos de muitas disciplinas no trabalho em campo e em cria em laboratórios complexos modelos de simulação em computadores.
Neste entendimento, a Geoecologia cobre tanto as disciplinas geocientíficas das Ciências da Terra, Hidrologia e Ecologia bem como a Química Ambiental, Bioinformática e o Sensoriamento Remoto .